# Myotis annectans
Myotis annectans  (Dobson, 1871) è un pipistrello della famiglia dei Vespertilionidi diffuso nell'Asia orientale.

## Descrizione

### Dimensioni
Pipistrello di piccole dimensioni, con la lunghezza della testa e del corpo tra 45 e 55 mm, la lunghezza dell'avambraccio tra 45 e 49 mm, la lunghezza della coda tra 39 e 49 mm, la lunghezza del piede tra 8,5 e 10,5 mm, la lunghezza delle orecchie tra 14 e 17,5 mm e un peso fino a 13 g.

### Aspetto
La pelliccia è lunga, densa e soffice. Le parti dorsali sono color marrone scuro, con la punta dei peli più chiara e brillante, mentre le parti ventrali sono marrone scuro con le punte dei peli bianco-argentate, tranne che nella parte centrale dell'addome dove le punte sono bruno-arancioni. Le orecchie sono moderatamente grandi. Il trago è lungo, sottile, con la punta arrotondata e piegato in avanti. Le membrane alari sono attaccate posteriormente ai lati del piede appena sopra la base delle dita. I piedi sono piccoli. La lunga coda è inclusa completamente nell'ampio uropatagio. Il calcar è privo della carenatura.  Il secondo premolare superiore ed inferiore solitamente sono mancanti, altre volte sono molto piccoli e presenti asimmetricamente. Il cariotipo è 2n=46 Fna=54.

## Biologia

### Alimentazione
Si nutre di insetti.

## Distribuzione e habitat
Questa specie è diffusa negli stati indiani del Nagaland e del West Bengal, nella provincia cinese dello Yunnan sud-occidentale, nella Thailandia settentrionale, Laos, Cambogia e Vietnam occidentali.
Vive nelle foreste collinari e montane, sempreverdi umide e secondarie, a circa 1.000 metri di altitudine.

## Conservazione
La IUCN Red List, considerato il vasto areale e la popolazione presumibilmente numerosa, classifica M.annectans come specie a rischio minimo (Least Concern)).